# تاکاشی اومورا
تاکاشی اومورا (ژاپنی: 上村 崇士؛ زادهٔ ۲ دسامبر ۱۹۷۳) یک بازیکن فوتبال اهل ژاپن است.
از باشگاه‌هایی که در آن بازی کرده‌است می‌توان به باشگاه فوتبال یوکوهاما فلگلز، باشگاه فوتبال ویسل کوبه، باشگاه فوتبال ساگان توسو، باشگاه فوتبال کاوازاکی فرونتال، باشگاه فوتبال سرزو اوساکا و باشگاه فوتبال جف یونایتد چیبا اشاره کرد.